# Meng Yan
Meng Yan, född 30 september 1980, är en friidrottare från Kina. Han deltog vid olympiska sommarspelen 2008.